# Tokunagaia tonollii
Tokunagaia tonollii är en tvåvingeart som först beskrevs av Rossaro 1983.  Tokunagaia tonollii ingår i släktet Tokunagaia, och familjen fjädermyggor. Det är osäkert om arten förekommer i Sverige.